# Franco Latini
Franco Latini (12. září 1927 Pomezia – 2. února 1991 Gemelli, Řím) byl italský filmový a hlasový herec. Byl považován za jednoho z nejlepších dabérů mnoha animovaných a kreslených filmů pro diváky v celé Itálii.

## Život
Narodil se v Pomezii a na počátku 50. let se začal živit jako zpěvák v nočních klubech, poté pracoval v divadle a v roce 1953 si zahrál ve filmu The World Condemns Them. Mezi jeho nejznámější filmy patří hudebně-komediální Mondo pazzo... gente matta! z roku 1966 s herečkou Silvanou Pampanini v hlavní roli a La cameriera nera z roku 1976 s Carlou Brait v hlavní roli.
Navzdory popularitě jeho hereckých výkonů byl také velmi aktivní jako hlasový herec. Daboval Stana Laurela v několika krátkých filmech Laurela a Hardyho, kde tvořil dvojici s Carlem Croccolou. Dále nadaboval postavy v mnoha animovaných produkcích. Byl prvním hlasem Skeletora v Masters of the Universe. V letech 1983 až 1988 působil jako hlavní italský hlas Kačera Donalda, daboval i Kocoura Toma ze seriálu Tom a Jerry a různé postavičky z Looney Tunes a The Muppet Show.
Koncem 70. let založil vlastní dabingovou společnost, jež byla aktivní až do 80. let. V roce 1981 přišel při nehodě o jednu nohu, což mu znemožnilo vystupovat ve filmech. Od té doby se věnoval výhradně dabingu.

### Osobní život
Měl celkem tři děti: dcery Lauru a Ilariu z manželství se spisovatelkou Marií Pintovou a syna Fabrizia ze vztahu s herečkou Pierou Vidale. Všichni tři potomci se stali herci.

## Smrt
Dne 2. února 1991 ve věku 63 let ve večerních hodinách zemřel na mrtvici na univerzitní poliklinice Agostino Gemelli v Římě. Později byl pohřben v Campo Verano.

## Filmografie

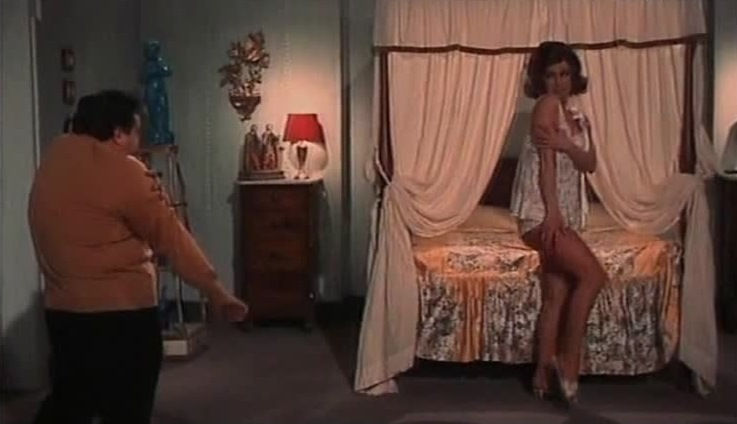
Franco Latini (vlevo) se Silvanou Pampanini ve filmu Mondo pazzo... gente matta! (1966)

### Kinematografie
- The World Condemns Them (1953) – kontrabasista (nepřipisováno)
- Serenatella sciuè sciuè (1958) – Barone Paolino
- The Motorized Women (1963) – buclatý muž s kloboukem (nepřipisováno)
- Bullet in the Flesh (1964) – Bob Rusky
- Blue Summer (1965) – Oliveras
- Mondo pazzo... gente matta! (1966) – Paolo Pizziconi
- For Love... for Magic... (1967)
- Johnny Hamlet (1968) – hrobník
- May God Forgive You... But I Won't (1968) – podvodník
- Jus primae noctis (1972)
- The Black Maid  (1976) – Placido

### Televize
- Qui squadra mobile (1973) – Padrone

## Dabingové role

### Animované
- Luke – Zachránci
- různé postavy – Looney Tunes
- různé postavy – Merrie Melodies
- Kačer Daffy – The Bugs Bunny/Road Runner Movie
- různé postavy – The Looney Looney Looney Bugs Bunny Movie
- různé postavy – Bugs Bunny's 3rd Movie: 1001 Rabbit Tales
- různé postavy – Daffy Duck's Fantastic Island
- různé postavy – Flintstoneovi
- různé postavy – Kimba the White Lion
- Bobo a Rock Slag – The Man Called Flintstone
- Skeletor – He-Man and the Masters of the Universe (1. řada)
- Muttley – Wacky Races
- Muttley – Dastardly and Muttley in Their Flying Machines
- Tom – Tom a Jerry
- Kačer Donald – všechny Disney produkce (1983–1988)
- Mr. Jinks – Pišta a Fišta
- Top Cat – Top Cat
- Top Cat – Yogi's Treasure Hunt
- Top Cat – Top Cat and the Beverly Hills Cats
- Pepek námořník – Popeye and Son
- Atarův otec – Urusei Yatsura (první hlas)
- Spider Monster – Scooby-Doo and the Reluctant Werewolf
- Hair Bear – Help!... It's the Hair Bear Bunch!
- Grape Ape / Beegle Beagle – The Great Grape Ape Show
- Gus Holiday / lev Brutus – The Roman Holidays
- Punkin' Puss – Punkin' Puss & Mushmouse

### Hrané
- Stan Laurel – Laurel a Hardy (1968–1970 re-dabing)
- Archie Bunker – All in the Family
- Gonzo, Scooter, Zoot, Floyd Pepper, Statler, Beaker, Swedish Chef, Lew Zealand, Doctor Strangepork a Pops – The Muppet Show
- Moe Gelly – Tenkrát v Americe
- Benjy Benjamin – It's a Mad, Mad, Mad, Mad World
- El Nebuloso – Yellowbeard
- Tushin – War and Peace
- Albert C. Provo – The Green Berets
- Second Griner – Deliverance
- fotograf – Little Fauss and Big Halsy
- Eugene in Bláznivá dálnice
- Lucius – The Beauty Jungle